# Chignall Smealy
Chignall Smealy – wieś w Anglii, w hrabstwie Essex, w dystrykcie Chelmsford. Leży 7 km na północny zachód od miasta Chelmsford i 49 km na północny wschód od Londynu.